# Talamusz

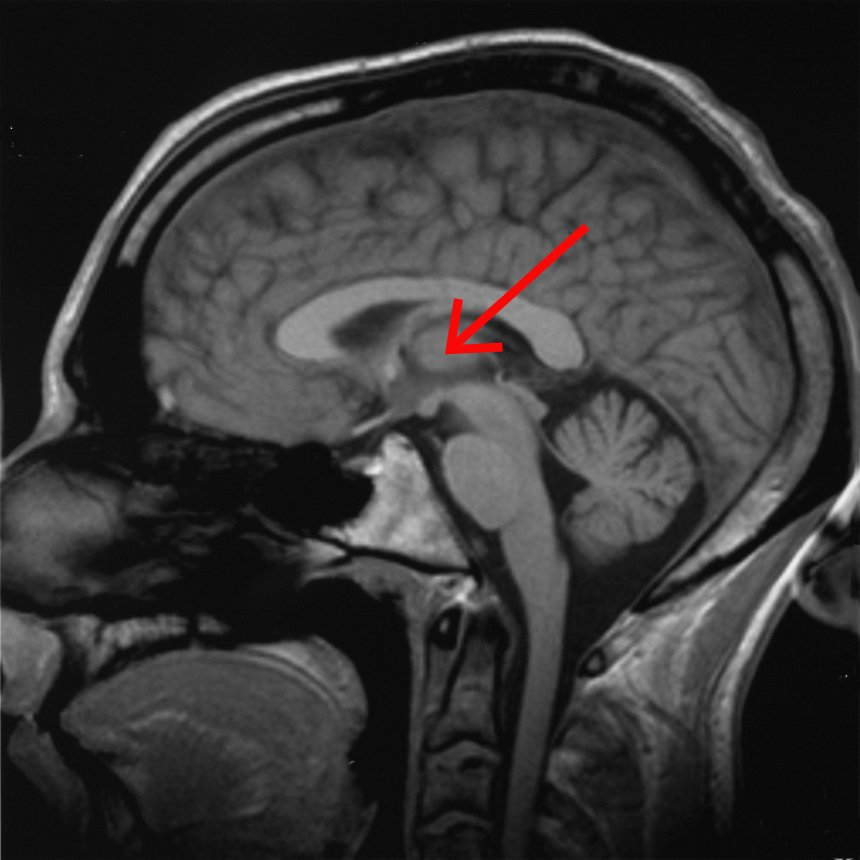
A talamusz (nyíllal jelölve) egy MRI-felvételen

A talamusz egy nagy, ovoid szürkeállomány tömeg, amely a köztiagy nagyobb részét alkotja. A harmadik agykamra két oldalán helyezkedik el. 
Lateralis felszínét a lencsemagtól (nucleus lentiformistól) egy igen fontos fehérállomány köteg, a belső tok  (capsula interna) választja el. A talamusz egy igen fontos sejtes állomás, amely fogadja a fő érző pályákat (a szaglópálya kivételével). Úgy tekinthető, mint egy olyan központ, ahol sok információ integrálódik és kapcsolódik át az agykéreg és sok más kéregalatti központ felé. Kulcsszerepet játszik a zsigeri (visceralis) és a testi (szomatikus) funkciók integrálásában is. A talamusz az agytörzs elülső végénél helyezkedik el, és fontos átkapcsoló valamint információkat integráló állomásként működik azon ingerületek viszonylatában, amelyek az agykéreg valamelyik részéhez, a törzsdúcokhoz, a hipotalamuszhoz és az agytörzshöz futnak. Az alábbiak egy igen rövid áttekintést adnak az idegrendszer egy nagyon komplex részéről, kihangsúlyozva azt, hogy a talamusz az idegrendszer nagyon sok, az idegrendszer más részeihez futó felszálló és leszálló pályájában foglal el központi helyet. Elülső vége keskeny, és hátulról határolja a Monro-féle nyílást. A hátulsó vége kiszélesedik, és hátrafelé túlnyúlik a felső ikertestek szintjén. Az alsó felszíne összefügg a középagy tegmentumával. A talamusz felső és oldalsó felszínét egy-egy vékony fehérállomány réteg borítja. Szürke állományát egy fehérállományból álló Y alakú függőleges lemez három fő részre osztja. A lemezt olyan idegrostok kötegei alkotják, amelyek talamusz magvakat kötnek össze. A talamusz mind a három része talamusz magokat: idegsejt-csoportokat tartalmaz. Ezek neuronjain történik meg a pályák átkapcsolódása. A magrendszer túl bonyolult ahhoz, hogy itt részletesen tárgyaljuk.